# ابراهیم ابولعیش
ابراهیم ابولعیش (عربی: إبراهيم أبو العيش؛ ۲۳ مارس ۱۹۳۷ – ۱۵ ژوئن ۲۰۱۷) داروشناس، تاجر و کارآفرین اهل مصر بود. او مؤسس یک شرکت در زمینه داروی شیمیایی در مصر بود.
وی همچنین برندهٔ جوایزی همچون جایزه نوبل آلترناتیو شده‌است.
ابولعیش در سن ۸۰ سالگی در قاهره درگذشت.